# Тамболес
Тамболес — деревня в городском округе городе Выкса Нижегородской области. Входит в состав рабочего посёлка Шиморское.
Пострадала от лесного пожара 29 июля 2010 года. Сгорело 40 домов из 191. По другим данным огнём было уничтожено 50, или даже 156 домов.